# Calamodes bistriata
Calamodes bistriata är en fjärilsart som beskrevs av Rothschild 1914. Calamodes bistriata ingår i släktet Calamodes och familjen mätare. Inga underarter finns listade i Catalogue of Life.